# Shahrestān-e Kahnūj
Shahrestān-e Kahnūj (persiska: شهرستان کهنوج, کهنوج) är en delprovins (shahrestan) i Iran.   Den ligger i provinsen Kerman, i den sydöstra delen av landet, 1 000 km sydost om huvudstaden Teheran.
Delprovinsen hade 95 848 invånare 2016.